# センター (アメリカンフットボール)

センターのポジション例

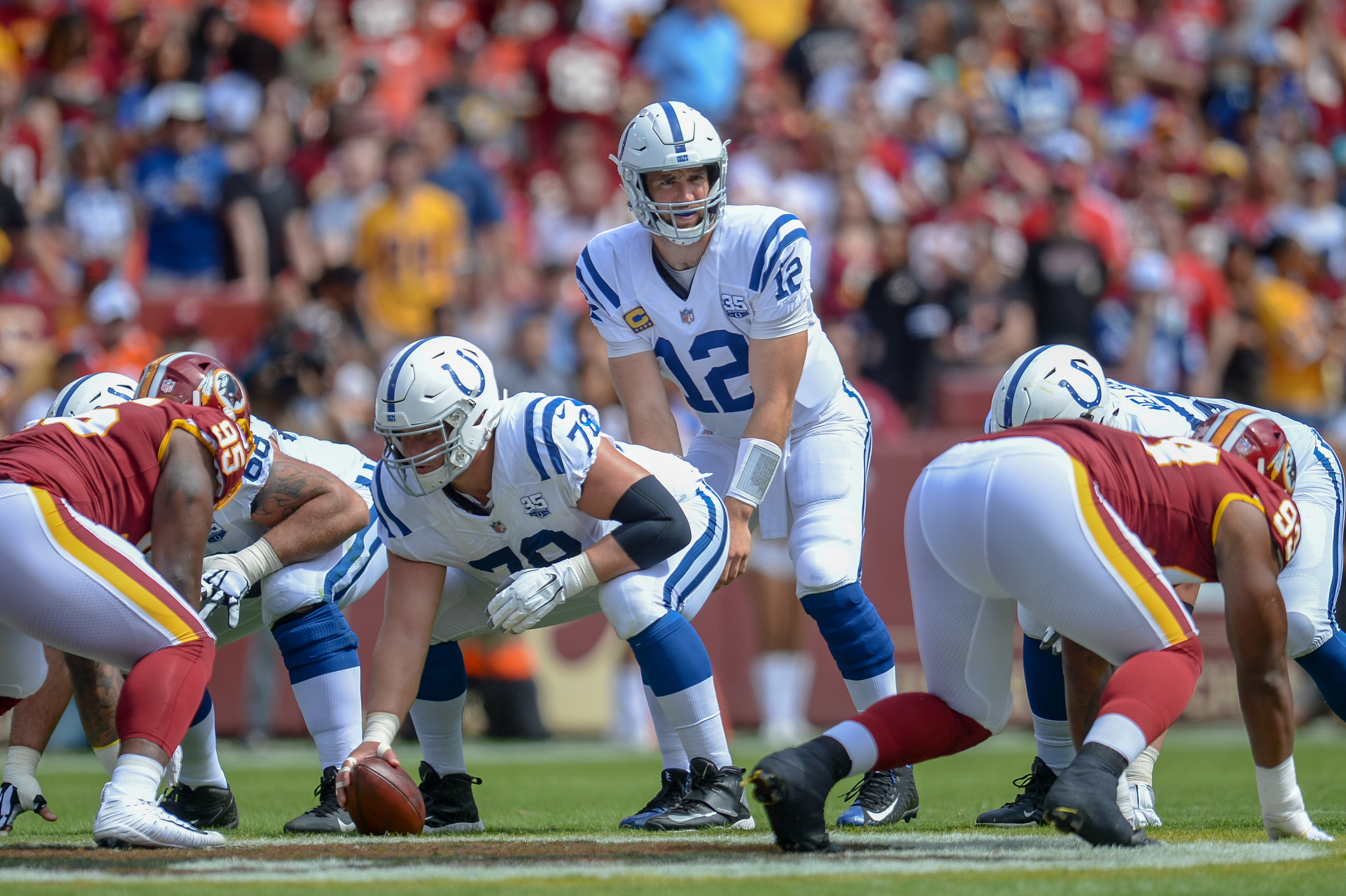
クォーターバック（写真中央12番）にボールをスナップするセンター

センター（C）は、アメリカンフットボール、カナディアンフットボールで、攻撃ラインの中心に位置するポジションである。センターが他の選手（主にクォーターバック）にボールを渡すことにより（スナップという）、プレーが開始される。

## 役割
センターの役割としてまず挙げられるのは、プレー開始時のクォーターバックへのボールの受け渡しであり、この受け渡しはスナップと呼ばれている。スナップ後はブロックが主な役割となるが、スナップ後にすぐさまブロックの体勢に入る必要があり、敏捷性が求められる。
センターのスナップは主にクォーターバックが受け取るが、フィールドゴールではホルダー、パントではパンターがスナップを受け取る。また、通常の攻撃でもクォーターバックにスナップしなければならないという規則はなく、ボールを触ることができる有資格選手であれば、スナップを受け取ることは可能である。ワイルドキャットフォーメーションのようにランニングバックがスナップを受け取るプレーも存在する。
スナップは直接クォーターバックに手渡しするものもあれば、ショットガンフォーメーションのようにセンターから離れた位置にセットしたクォーターバックに対してする場合もある。また、パントやフィールドゴール（スペシャルチームと呼ばれる）では、長い距離のスナップをしなければならないが、スペシャルチームにおけるスナップの失敗は、ほとんどの場合、大きな損失につながるため、NFLでは長い距離のスナップ用のセンター（ロングスナッパーと呼ばれる）を用意している場合が多い。
センターにはボールをスクリメージラインにセットした後、相手のディフェンスの布陣を読み取り、他のライン選手にブロックなどの指示を出す役目もあるため、経験と戦術理解力も要求される。

## 背番号
センターの背番号は50番から79番と規定されており、攻撃ラインのポジションのうち、センターの選手だけが50番台の着用が認められている。